# Glyphonycteris behnii
Glyphonycteris behnii es una especie de murciélago de la familia Phyllostomidae.

## Distribución geográfica
Se encuentra en Brasil y Perú.

## Estado de conservación
Se encuentra amenazada de extinción por la pérdida de su hábitat natural.